# 塞雷 (东比利牛斯省)
塞雷（法語：Céret，法語發音：[seʁɛ] ⓘ），法国南部城市，奥克西塔尼大区东比利牛斯省的一个市镇，同时也是该省的一个副省会，下辖塞雷区，其市镇面积为37.86平方公里，2022年1月1日时人口数量为7,544人，在法国城市中排名第1,363位。
塞雷位于东比利牛斯省南部，泰克河畔，其南侧与西班牙接壤，是法国本土大陆最南端的副省会城市，同时也是一个区域性的中心城市和交通枢纽。

## 地名来源

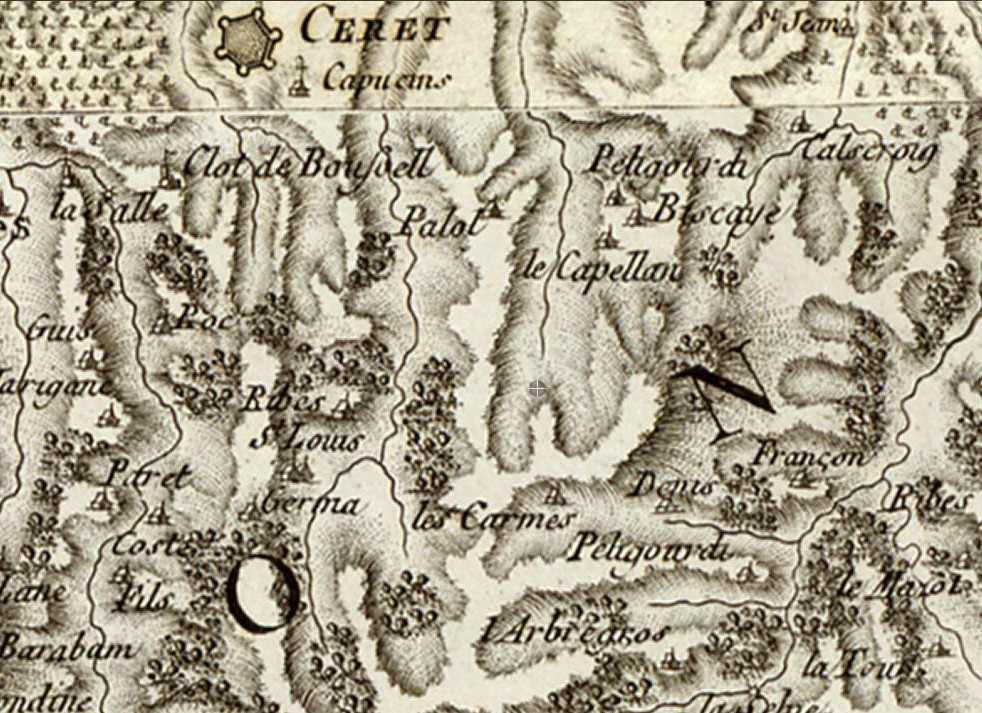
卡西尼地图上的塞雷

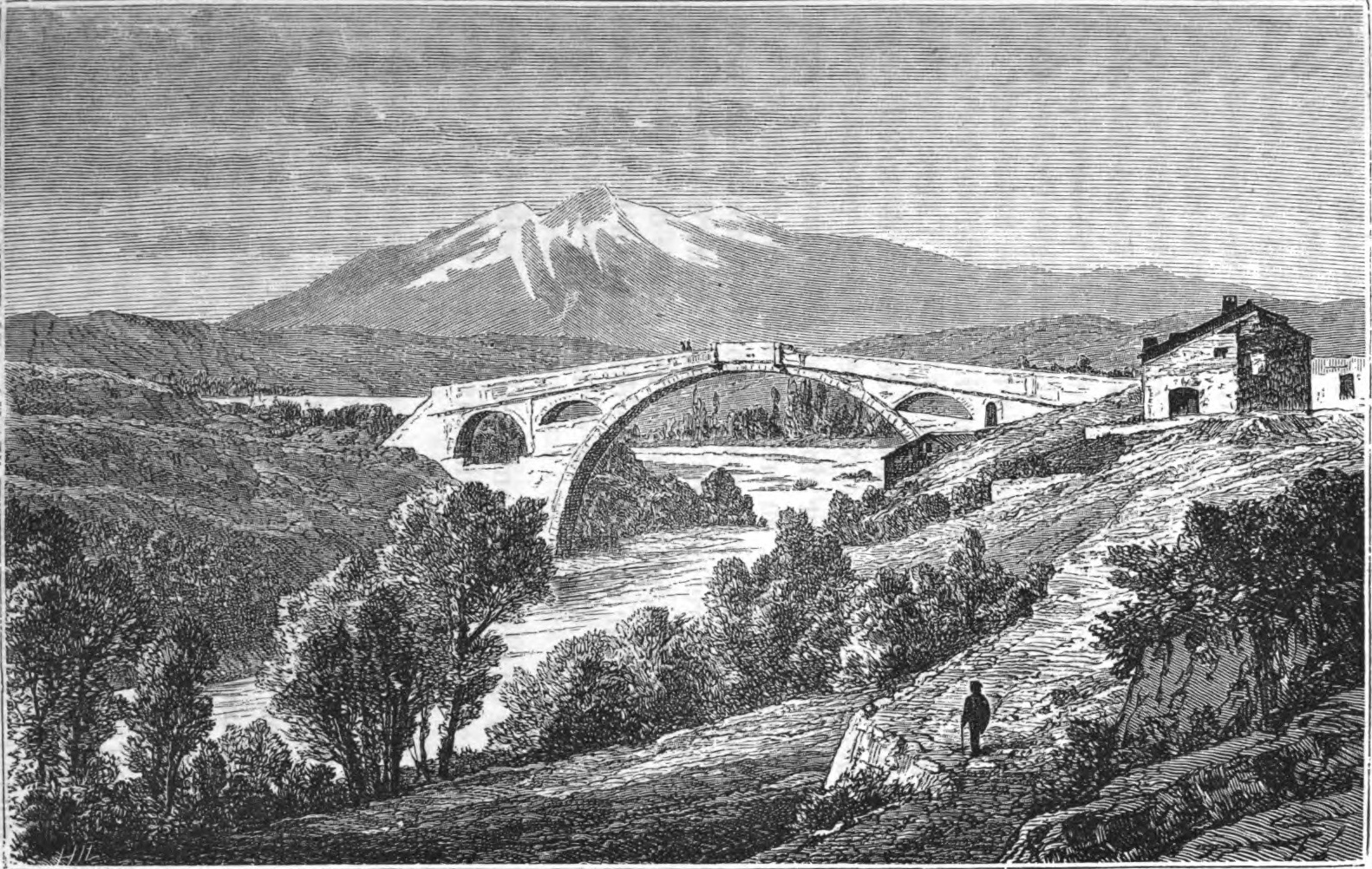
19世纪末的塞雷及恶魔桥

“塞雷”一名可能出自历史上在此活动的Kerretes部落。法西交界处的塞尔达涅地区名称来源亦可能与该部落有关。
塞雷所处区域历史上曾通行加泰罗尼亚语，“Céret”在加泰罗尼亚语维基百科中被标记为“Ceret”。

## 历史
塞雷的早期历史尚不清楚，其发展史与当地的桥梁有关。古典时期，古罗马人曾修建了一座横跨泰克河的桥梁，后于552年被洪水冲毁。1321年，一名年轻的建筑师修建了新的大桥，而根据当地民间传说，该桥的建成后曾被恶魔要挟，后者曾要求第一名通过桥梁的灵魂需要向建筑师鼓掌，然而撒旦却让一只小猫首个过桥，最后恶魔抠掉了大桥拱廊上方的最后一块石板，而此桥也因此被命名为“恶魔桥”。得益于桥梁的建成，塞雷在中世纪末发展成为一个区域性的商贸集镇，17世纪中期，塞雷已成为一座有1,600人口的城邦，当地建成了含有九座塔楼的城墙。1659年《比利牛斯条约》签订后，塞雷及其所在的鲁西永地区被路易十四获得，成为法兰西王国的领土。法国大革命后，塞雷成为东比利牛斯省的一个市镇，并在1793至1801年间为该省的一个地区行署，后改制为副省会。1823年，帕洛勒整体并入塞雷。一战结束后，由法国雕塑家阿里斯蒂德·马约尔设计的塞雷烈士纪念碑建成。1950年，塞雷现代艺术博物馆建成并向公众开放。

## 地理

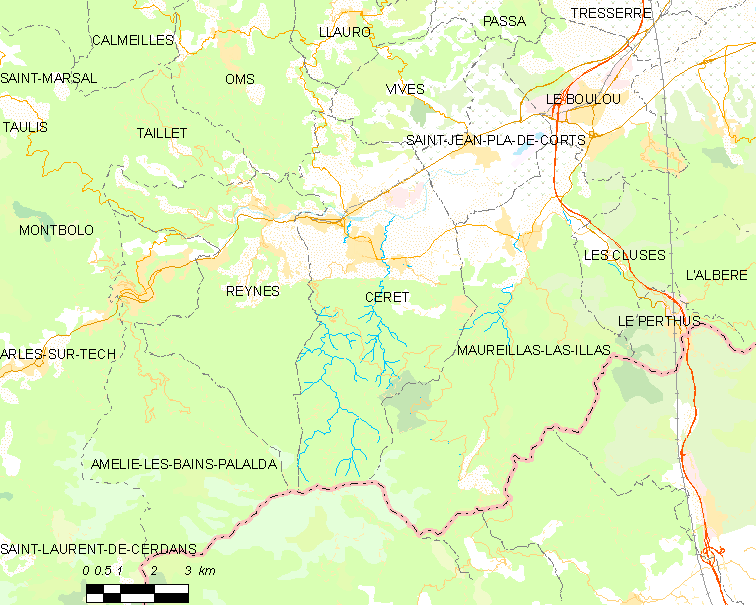
塞雷市镇范围地图

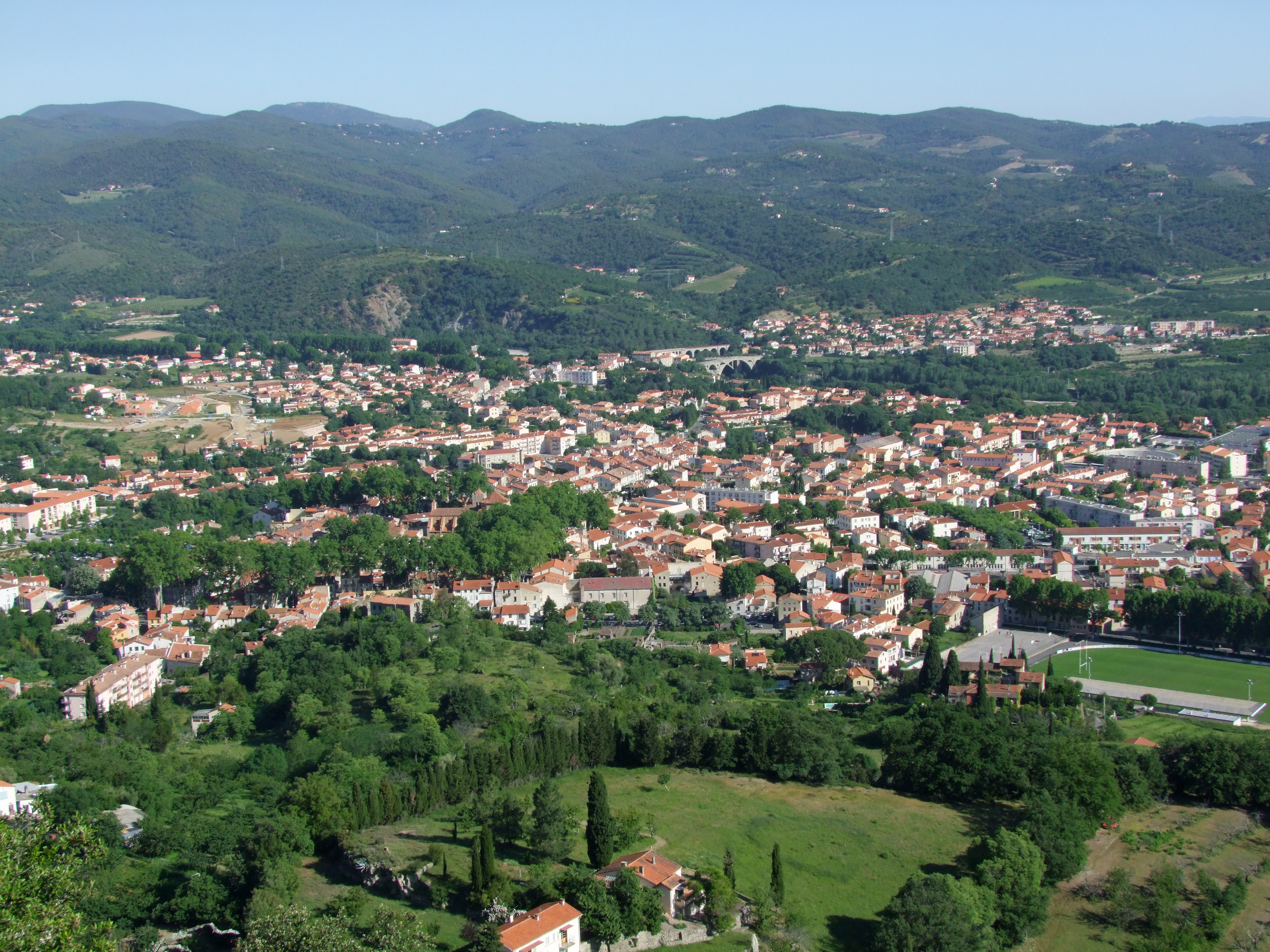
航拍塞雷市区

塞雷位于法国南部，奥克西塔尼大区南部和东比利牛斯省南部，距离省会佩皮尼昂大约30公里。与塞雷接壤的法国市镇包括：奥姆斯、莫雷亚斯-拉西亚斯、雷内斯、圣让普拉德科尔和维韦斯。

### 地形
塞雷位于比利牛斯山东段，卡尼古高原腹地，泰克河断层北侧，市镇中心位于一处山前阶梯平原处，西侧和南侧分别为本托斯山（El Ventòs）和加尔斯峰（Pic de Garces），北侧与泰克河谷之间有明显的高差，全境海拔在107到1,440米之间。

### 水文
泰克河自西向东流经市区北部，其右岸支流丰多代溪（Còrrenc de la Font Daudet）自南向北流经塞雷镇中心，另有努格拉达溪（Còrrenc de Nougerada）与之平行流经塞勒东部。

### 植被
塞雷位于亚热带常绿硬叶林和温带阔叶混交林的过渡地带，林地广泛分布于山地地带及河流附近。
在鲜花城市的评比中，塞雷被评为2星级鲜花城市。

### 气候
塞雷在柯本气候分类法中属于带有温带气候特征的地中海气候（Cfb）。
距离塞雷最近的常年气象站位于维韦斯境内设有气象站，以下为该气象站的数据（其中日照数据取自佩皮尼昂气象站）：
| 维韦斯 1981年－2019年 | 维韦斯 1981年－2019年 | 维韦斯 1981年－2019年 | 维韦斯 1981年－2019年 | 维韦斯 1981年－2019年 | 维韦斯 1981年－2019年 | 维韦斯 1981年－2019年 | 维韦斯 1981年－2019年 | 维韦斯 1981年－2019年 | 维韦斯 1981年－2019年 | 维韦斯 1981年－2019年 | 维韦斯 1981年－2019年 | 维韦斯 1981年－2019年 | 维韦斯 1981年－2019年 |
| 月份                  | 1月                   | 2月                   | 3月                   | 4月                   | 5月                   | 6月                   | 7月                   | 8月                   | 9月                   | 10月                  | 11月                  | 12月                  | 全年                  |
| --------------------- | --------------------- | --------------------- | --------------------- | --------------------- | --------------------- | --------------------- | --------------------- | --------------------- | --------------------- | --------------------- | --------------------- | --------------------- | --------------------- |
| 历史最高温 °C（°F）   | 23.9 (75.0)           | 24.6 (76.3)           | 28 (82)               | 31.3 (88.3)           | 34.7 (94.5)           | 38.4 (101.1)          | 37.8 (100.0)          | 40.8 (105.4)          | 36.5 (97.7)           | 31.9 (89.4)           | 25.6 (78.1)           | 22.6 (72.7)           | 40.8 (105.4)          |
| 平均高温 °C（°F）     | 12 (54)               | 12.9 (55.2)           | 15.8 (60.4)           | 18.1 (64.6)           | 22 (72)               | 26.8 (80.2)           | 29.3 (84.7)           | 29.1 (84.4)           | 25.1 (77.2)           | 20.8 (69.4)           | 15.3 (59.5)           | 12.2 (54.0)           | 20 (68)               |
| 日均气温 °C（°F）     | 8.4 (47.1)            | 8.9 (48.0)            | 11.4 (52.5)           | 13.7 (56.7)           | 17.3 (63.1)           | 21.7 (71.1)           | 23.9 (75.0)           | 23.8 (74.8)           | 20.2 (68.4)           | 16.7 (62.1)           | 11.5 (52.7)           | 8.6 (47.5)            | 15.5 (59.9)           |
| 平均低温 °C（°F）     | 4.7 (40.5)            | 4.8 (40.6)            | 7 (45)                | 9.2 (48.6)            | 12.7 (54.9)           | 16.5 (61.7)           | 18.6 (65.5)           | 18.4 (65.1)           | 15.3 (59.5)           | 12.5 (54.5)           | 7.6 (45.7)            | 5 (41)                | 11 (52)               |
| 历史最低温 °C（°F）   | −5 (23)               | −7.3 (18.9)           | −3.3 (26.1)           | 0.1 (32.2)            | 4.1 (39.4)            | 8.5 (47.3)            | 10.9 (51.6)           | 11.4 (52.5)           | 5.7 (42.3)            | −0.3 (31.5)           | −2.9 (26.8)           | −4.5 (23.9)           | −7.3 (18.9)           |
| 平均降水量 mm（）     | 51.1 (2.01)           | 51.7 (2.04)           | 37.6 (1.48)           | 83.8 (3.30)           | 81.2 (3.20)           | 28.5 (1.12)           | 19.6 (0.77)           | 36.5 (1.44)           | 41.9 (1.65)           | 81.6 (3.21)           | 77.3 (3.04)           | 65.2 (2.57)           | 656 (25.8)            |
| 月均日照時數          | 141.2                 | 160.8                 | 209.6                 | 218                   | 235.8                 | 268.9                 | 298.2                 | 267.4                 | 222.2                 | 167.6                 | 149.2                 | 126.1                 | 2,465                 |
| 来源：infoclimat.fr   |                       |                       |                       |                       |                       |                       |                       |                       |                       |                       |                       |                       |                       |

## 行政区划
塞雷的市镇编号为66049，邮政编号为66400。
在行政管理方面，塞雷隶属于法国奥克西塔尼大区东比利牛斯省，同时也是该省的一个副省会，下辖塞雷区；在地方选举方面，塞雷是瓦莱斯皮尔-阿尔贝尔县的中央投票站所在地，其市镇范围全境被划入东比利牛斯省第四选区；在社会管理方面，塞雷是勒瓦莱斯皮尔市镇公共社区的办公驻地。
截至2024年1月，塞雷市镇范围内暂无任何城市敏感街区及城市政策优先街区。
法国国家统计与经济研究所（简称）在进行数据统计时，将塞雷及相邻的另外3个市镇设为塞雷城市核心区（Unité urbaine de Céret）及塞雷城市区（Aire urbaine de Céret）。自2020年起，塞雷城市区被相同范围的塞雷城市辐射区代替。此外，还将塞雷市镇分为了三个“块区”（IRIS），以便于统计人口分布情况。

## 交通

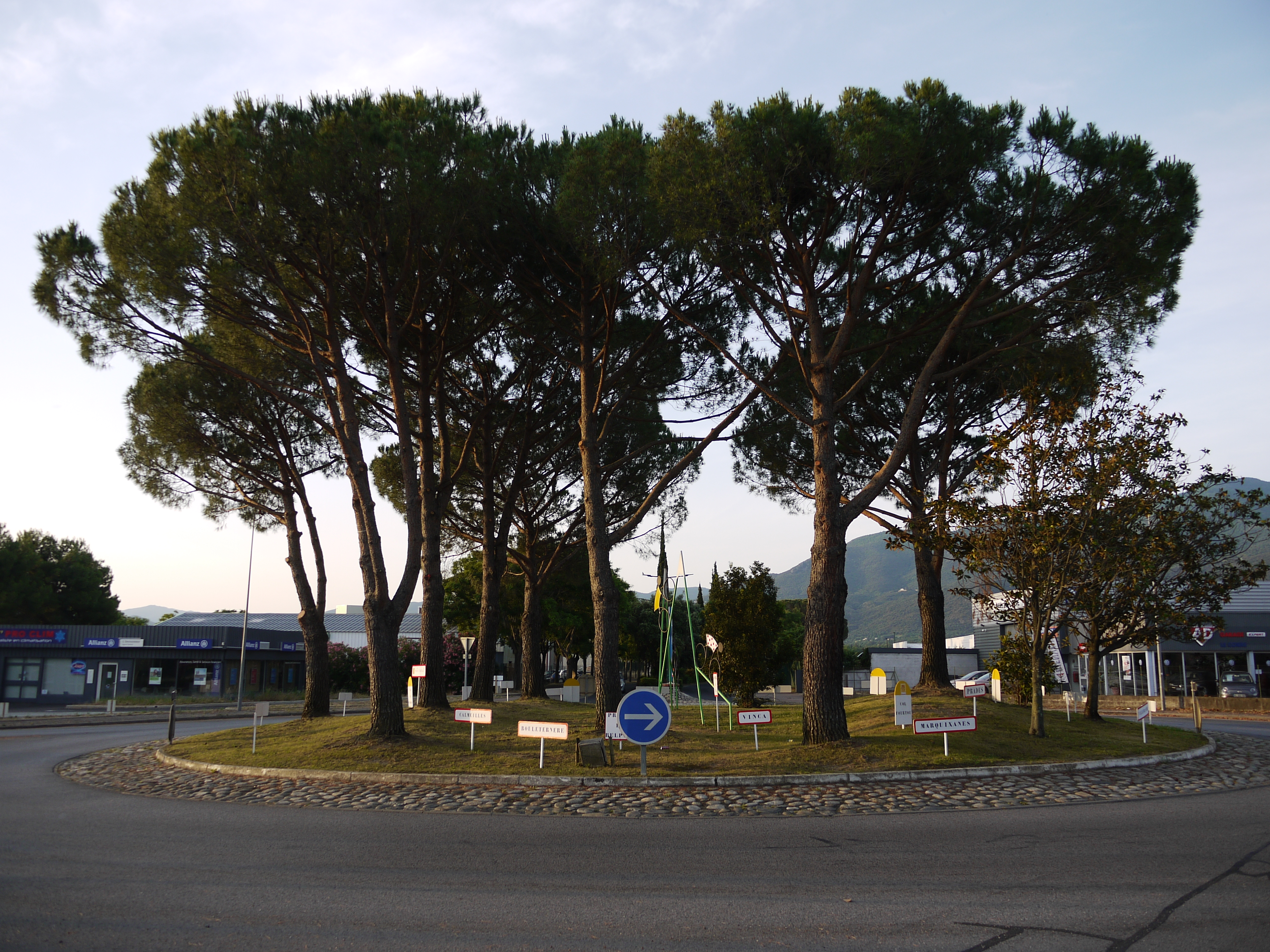
省道D115线的法兰西记忆环岛

### 公路
东比利牛斯省省道D13F线、D115线、D615线和D618线在塞雷境内交汇。奥克西塔尼大区公共交通（商业名称为“Lio”）下属的530线和550线经过塞雷，可前往佩皮尼昂、泰克河畔阿尔勒、滨海阿热莱斯、勒布卢等地。
| 43 | 9.4 |

| 佩皮尼昂 | 32 |

| 勒布卢 | 10 |

| 蒂尔 | 25 |

2020年，64.3%的塞雷家庭拥有至少一辆私人汽车。2021年，塞雷境内共发生各类交通事故2起，造成2人重伤。

### 铁路
塞雷位于埃尔讷－泰克河畔阿尔勒铁路上，该铁路已于20世纪70年代废弃。
距离塞雷最近的运营中的客运铁路车站为27公里外的滨海阿热莱斯站，该站停靠往返于塞贝尔和纳博讷一线的区域列车，部分班次可直通马赛及阿维尼翁，此外该站不定期停靠直通巴黎的夜班城际列车。

### 航空
塞雷距离佩皮尼昂-里沃萨尔特机场的公路里程大约37公里。

### 城市公共交通
塞雷市政府提供当地的城市摆渡巴士服务（商业名称为）。截至2024年1月，该系统共包括5条公交线路，除法定节假日外平均每天共有一至三班往返班次，路网覆盖了塞雷市区内的主要街道和居民区。

## 政治

### 市政内阁

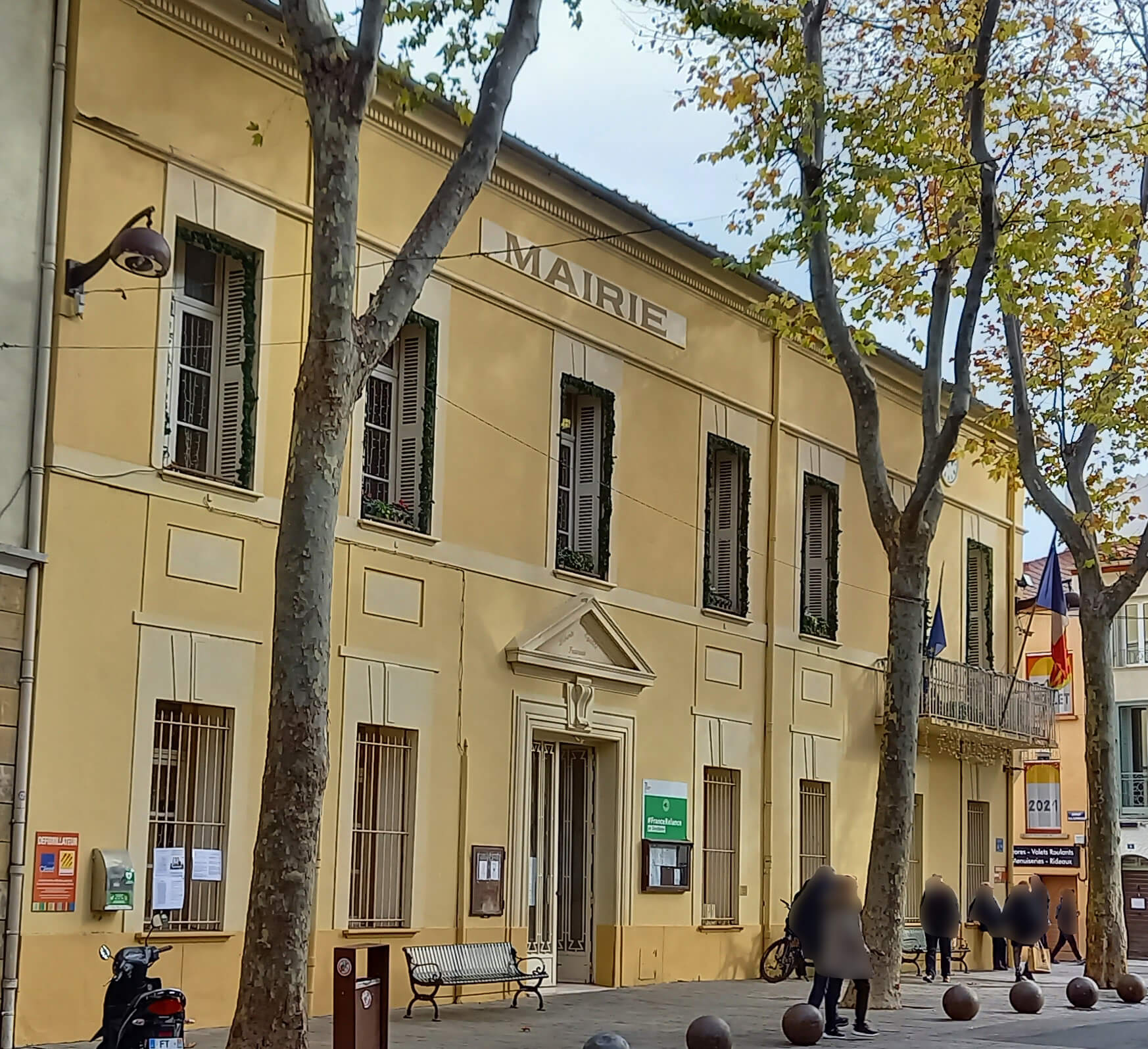
塞雷市政厅

塞雷的现任市长为米歇尔·科斯特先生（Michel COSTE），他是一名左翼无党派人士，在2020年的市政选举中获得了56.77%的支持率。
| 塞雷历届市长   | 塞雷历届市长                    | 塞雷历届市长                   |
| 任期           | 市长                            | 党派                           |
| -------------- | ------------------------------- | ------------------------------ |
| 1944年－1945年 | Jacques SOUQUET 雅克·苏凯       | 不详                           |
| 1945年－1947年 | Gaston CARDONNE 加斯东·卡尔多纳 | PCF法国共产党                  |
| 1947年－1963年 | Henri GUITAIRE 亨利·吉泰尔      | SFIO工人国际法国支部           |
| 1963年－1964年 | Marcel PARAYRE 马塞尔·帕雷尔    | 不详                           |
| 1964年－1983年 | Michel SAGELOLY 米歇尔·萨热洛利 | SFIO工人国际法国支部 →PS社会党 |
| 1983年－1995年 | Henri SICRE 亨利·西克尔         | PS社会党                       |
| 1995年－1996年 | Michel SAGELOLY 米歇尔·萨热洛利 | DVD右翼无党派人士              |
| 1996年－2001年 | Henri SICRE 亨利·西克尔         | PS社会党                       |
| 2001年－2020年 | Alain TORRENT 阿兰·托朗         | DVG左翼无党派人士              |
| 2020年－       | Michel COSTE 米歇尔·科斯特      | DVG左翼无党派人士              |

### 各级选举
| 塞雷历届投票选举结果 | 塞雷历届投票选举结果 | 塞雷历届投票选举结果 | 塞雷历届投票选举结果      | 塞雷历届投票选举结果      | 塞雷历届投票选举结果 | 塞雷历届投票选举结果      | 塞雷历届投票选举结果      | 塞雷历届投票选举结果 | 塞雷历届投票选举结果 |
| 选举项目             | 选举范围             | 选区单位             | 选区单位内的选举结果      | 选区单位内的选举结果      | 选区单位内的选举结果 | 选区单位内的选举结果      | 选区单位内的选举结果      | 选区单位内的选举结果 | 参考资料             |
| 选举项目             | 选举范围             | 选区单位             | 第一轮胜出者              | 第一轮胜出者              | 支持率               | 第二轮胜出者              | 第二轮胜出者              | 支持率               | 参考资料             |
| -------------------- | -------------------- | -------------------- | ------------------------- | ------------------------- | -------------------- | ------------------------- | ------------------------- | -------------------- | -------------------- |
| 2017年法國總統選舉   | 法國                 | 市镇                 |                           | 让-吕克·梅朗雄            | 26.69%               |                           | 埃马纽埃尔·马克龙         | 62.66%               | [ 29 ]               |
| 2017年法国立法选举   | 东比利牛斯省第四选区 | 市镇                 |                           | 塞巴斯蒂安·卡泽诺夫       | 29.84%               |                           | 塞巴斯蒂安·卡泽诺夫       | 66.99%               | [ 29 ]               |
| 2019年欧洲议会选举   | 法國                 | 市镇                 |                           | 若尔丹·巴尔代拉           | 22.99%               | （不适用）                | （不适用）                | （不适用）           | [ 31 ]               |
| 2021年法国省级选举   |                      | 县                   |                           | 罗贝尔·加拉贝 马蒂娜·罗兰 | 40.19%               |                           | 罗贝尔·加拉贝 马蒂娜·罗兰 | 64.28%               | [ 32 ]               |
| 2021年法国省级选举   | 市镇                 |                      | 罗贝尔·加拉贝 马蒂娜·罗兰 | 50.26%                    |                      | 罗贝尔·加拉贝 马蒂娜·罗兰 | 75.43%                    |                      | [ 32 ]               |
| 2021年法国大区选举   | 奧克西塔尼大區       | 市镇                 |                           | 卡萝尔·德尔加             | 45.42%               |                           | 卡萝尔·德尔加             | 64.84%               | [ 33 ]               |
| 2022年法国总统选举   | 法國                 | 市镇                 |                           | 让-吕克·梅朗雄            | 23.33%               |                           | 埃马纽埃尔·马克龙         | 51.14%               | [ 29 ]               |
| 2022年法国立法选举   | 东比利牛斯省第四选区 | 市镇                 |                           | 热罗姆·普                 | 29.79%               |                           | 塞巴斯蒂安·卡泽诺夫       | 51.01%               | [ 29 ]               |

## 人口
2020年，塞雷市镇人口数量为7,753，在法国排名第1,363位。其中男性3,550人，女性4,203人，75岁及以上人口占15.7%，外籍人口数量为425人，人口密度为205人/平方公里，当地居民被称为（男性）或（女性）。2022年，塞雷境内出生40人，死亡人口131人。
| 塞雷1901年－2021年人口变化情况 |
|                                |
| 数据来源：Cassini、INSEE       |

## 经济

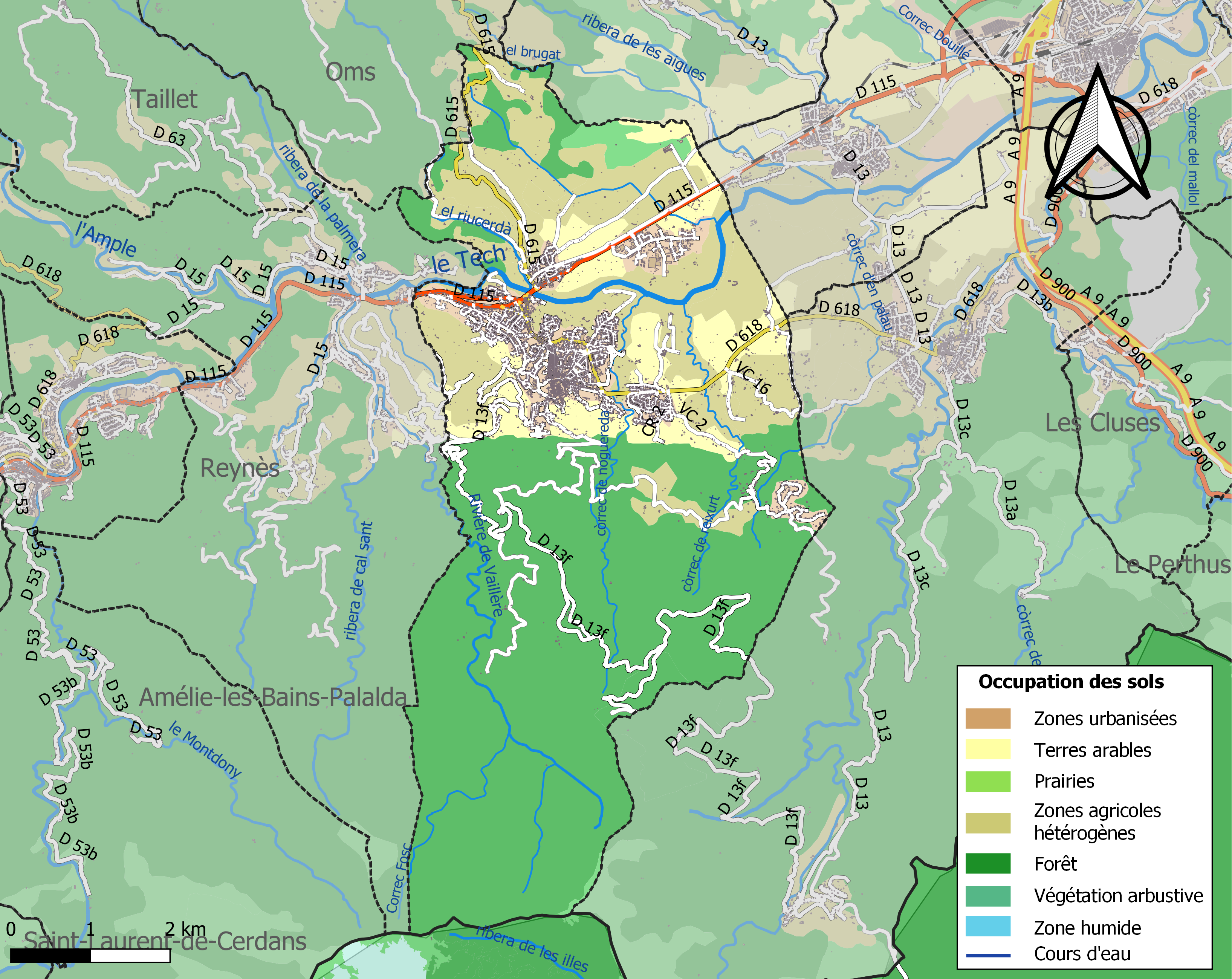
塞雷土地利用情况地图

塞雷是一个区域性的中心城市。截至2024年1月，塞雷市镇范围内共有各类用人单位（包含自雇）1,838家，平均历史为17年，其中99.01%为中小型企业（PME），2023年11月至2024年1月间，当地的经济活力指数为0.27%。 （木制品加工）、（零售）及（零售）是当地2021年营业额最高的三个企业，分别为123,205,090欧元、35,216,453欧元和13,662,505欧元。

## 财政与居民收入
2021年，塞雷的财政收入总额为8,894,910欧元，财政支出总额为8,154,650欧元，当年的债务总额为8,031,710欧元。2021年，塞雷市镇通过增值税获得148,520欧元的收入，此外当地还共获得了99,090欧元的国家直接财政补助。
| 塞雷居民收入情况                                 | 塞雷居民收入情况 | 塞雷居民收入情况      | 塞雷居民收入情况 |
| 内容                                             | 塞雷             | 法国                  | 统计年份         |
| ------------------------------------------------ | ---------------- | --------------------- | ---------------- |
| 征税家庭总数                                     | 3,858            | 1,081（法国市镇平均） | 2022年           |
| 居民平均月收入                                   | 2,065欧元        | 2,435欧元             | 2022年           |
| 高级职员人均月收入                               | 3,471欧元        | 4,331欧元             | 2021年           |
| 中级职员人均月收入                               | 2,186欧元        | 2,470欧元             | 2021年           |
| 普通职员人均月收入                               | 1,712欧元        | 1,801欧元             | 2021年           |
| 贫困率                                           | 19%              | 14.5%                 | 2020年           |
| 青壮年（15至64岁）失业率                         | 15.3%            | 7.4%                  | 2020年           |
| 征税家庭数量占比                                 | 38.5%            | 45.5%                 | 2020年           |
| 家庭年均纳税                                     | 2,801欧元        | 4,393欧元             | 2022年           |
| 资料来源：INSEE、L'Internaute、Le Journal du Net |                  |                       |                  |

## 社会事务

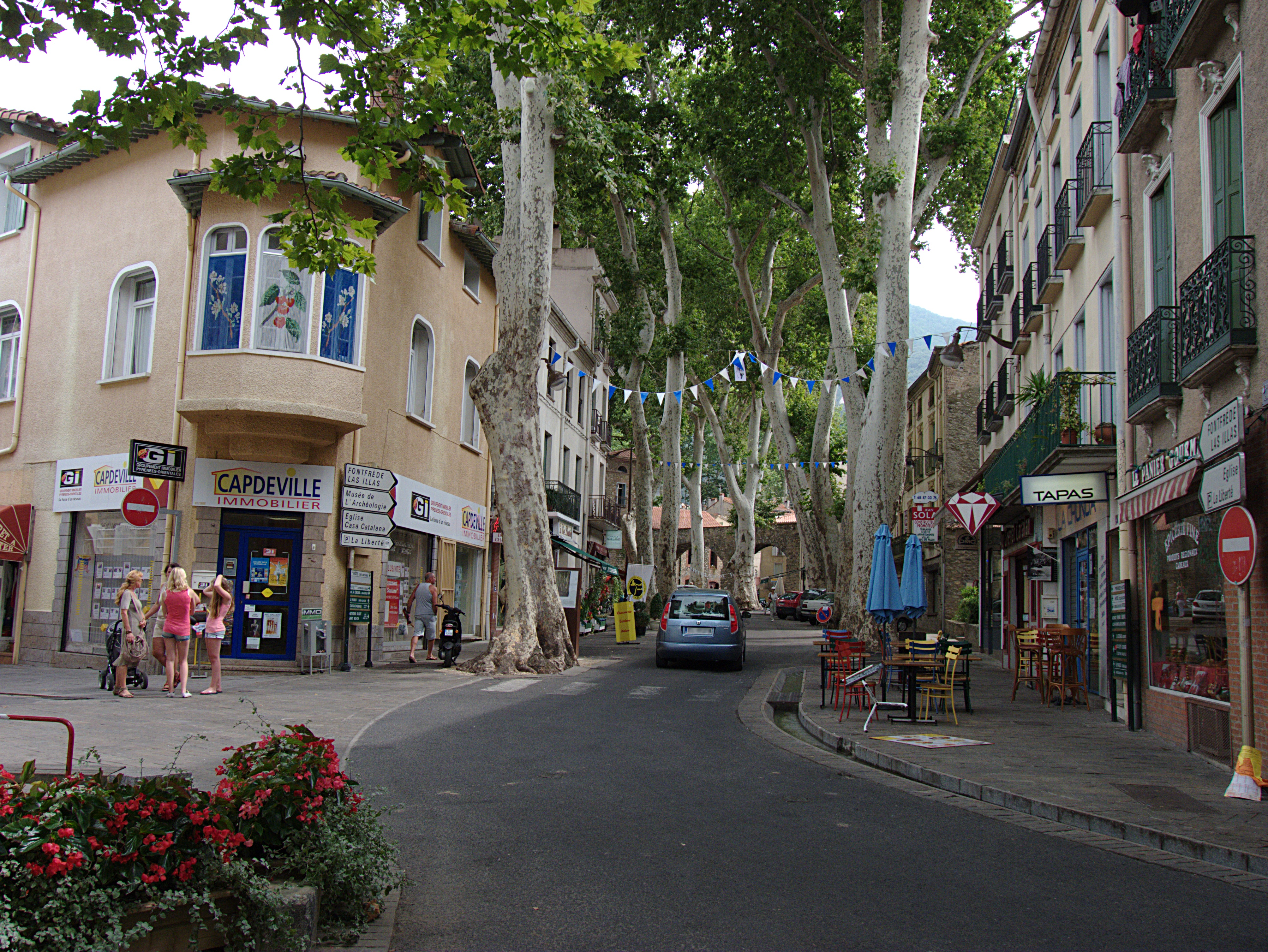
让·饶勒斯大街

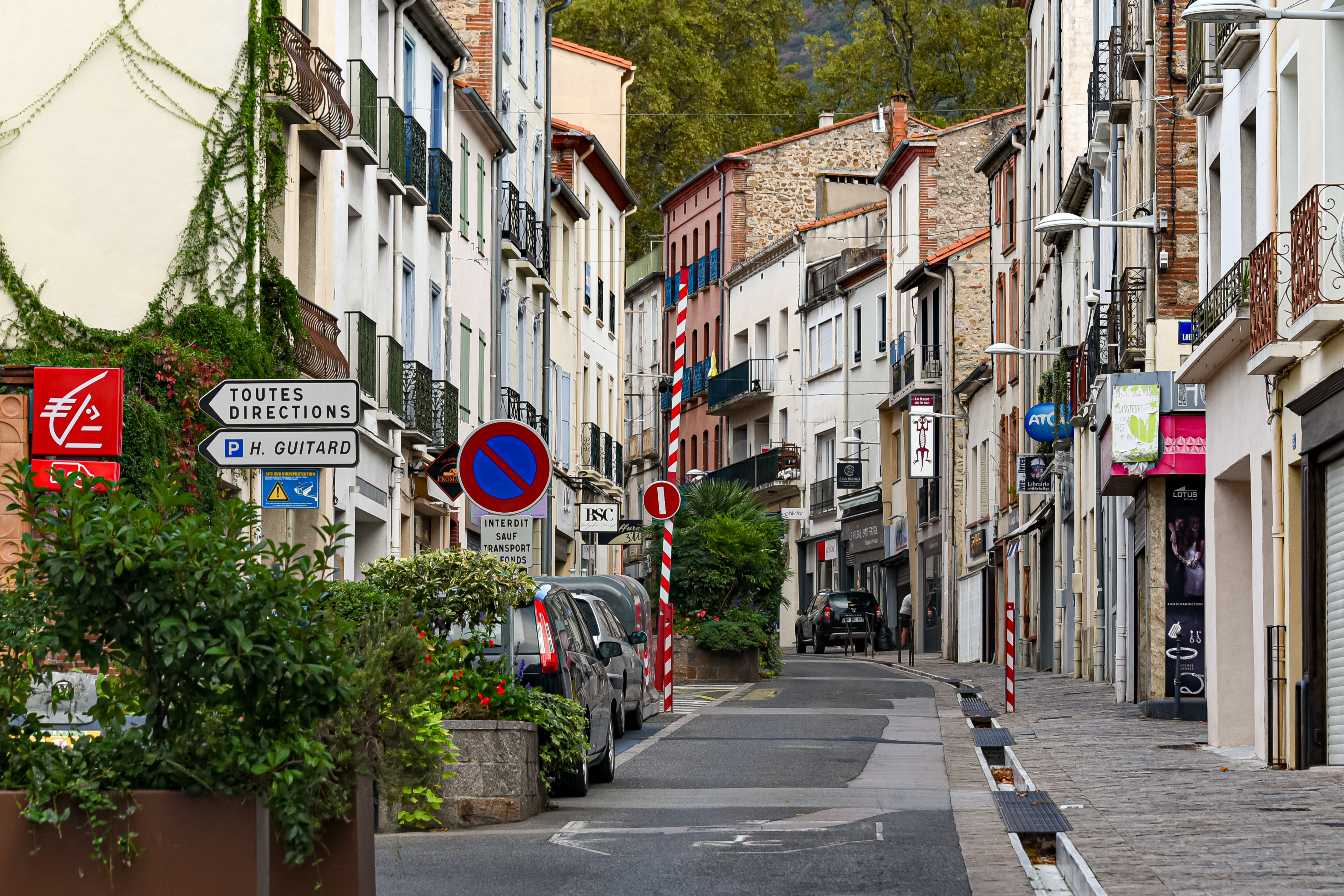
马诺洛街

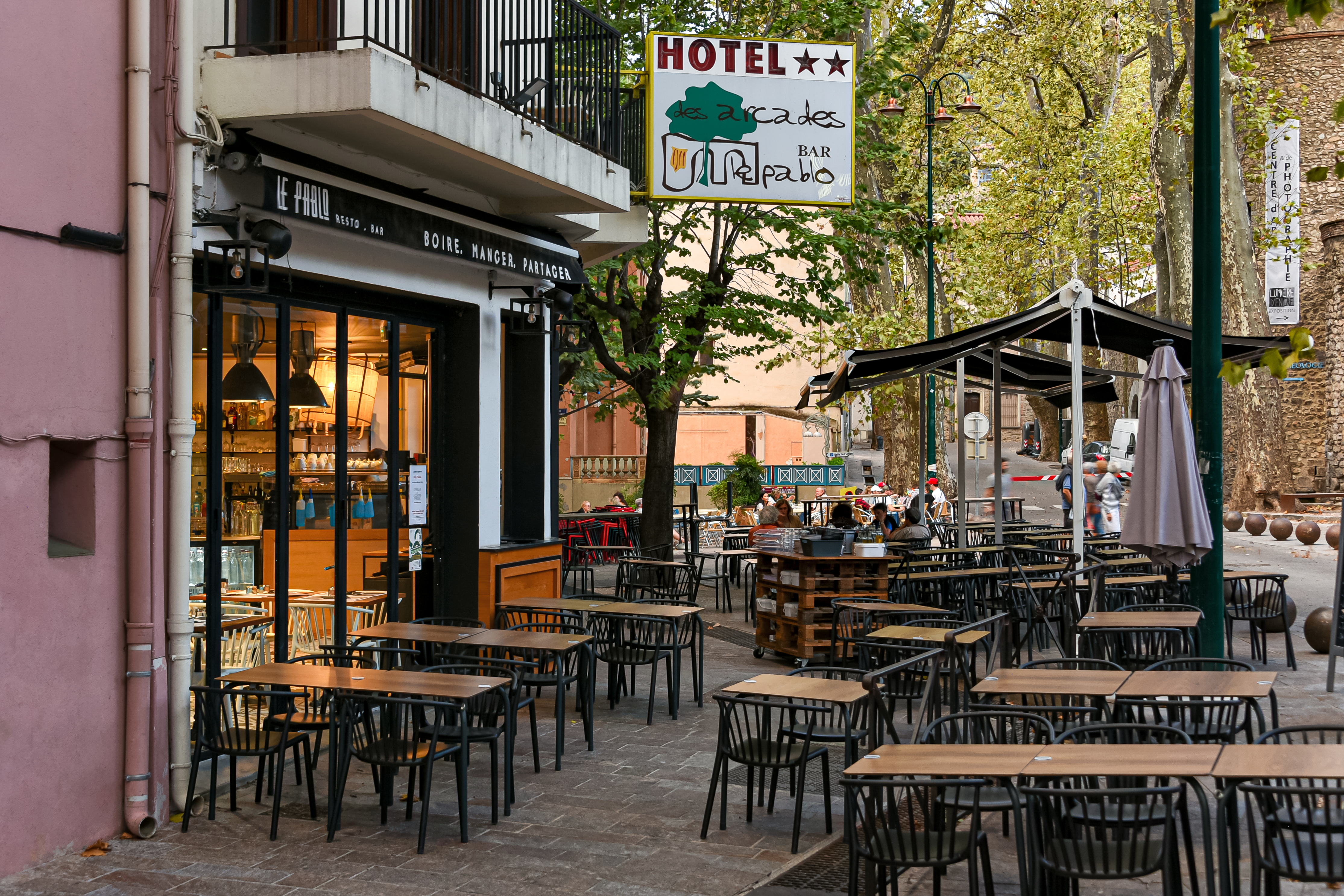
一家酒吧

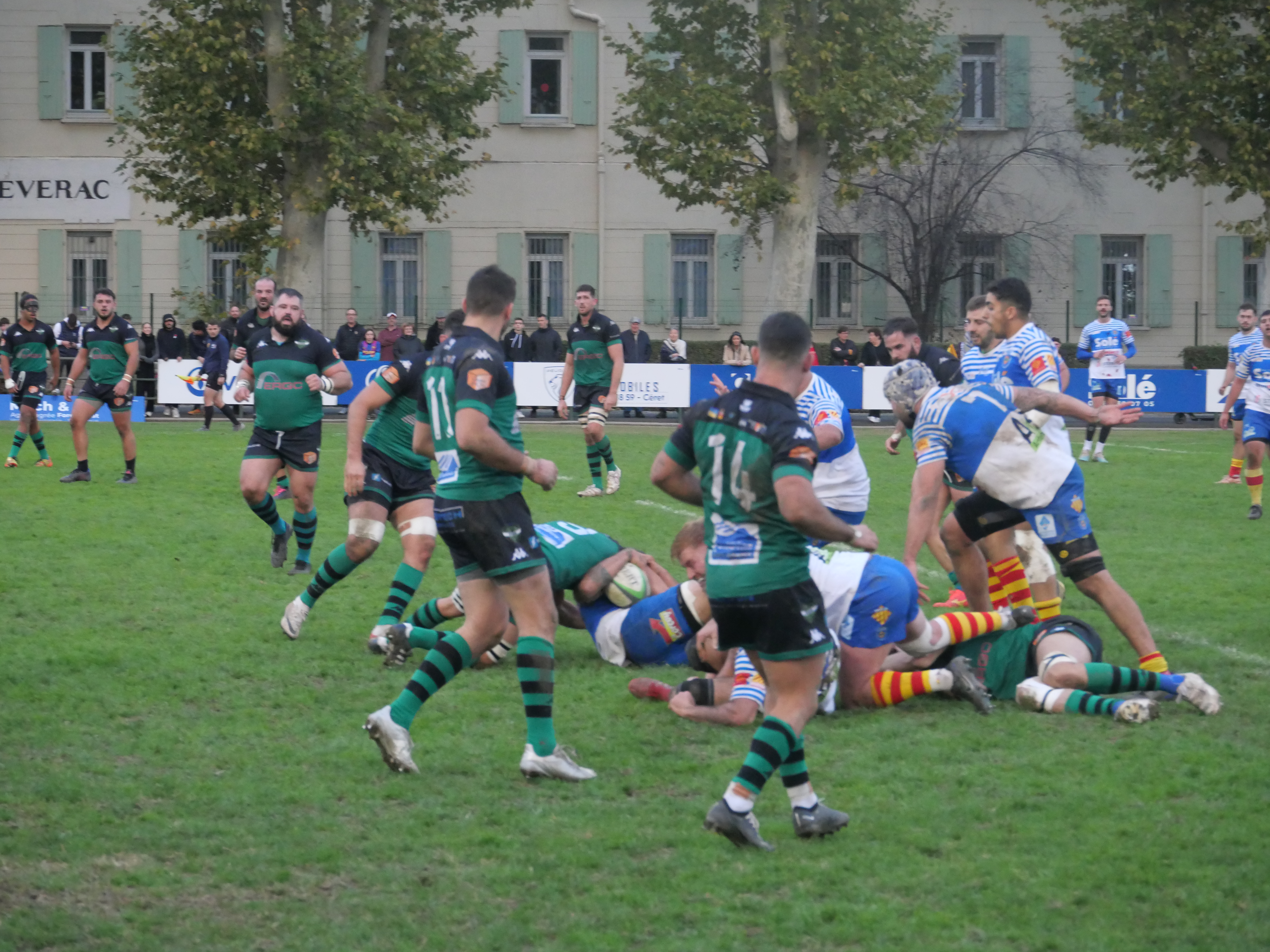
比赛中的塞雷橄榄球队

### 教育
塞雷属于蒙彼利埃学区。截至2021年1月1日，塞雷境内共有2所幼儿园、3所小学、2所初级中学、1所普通高中和1所农业高中。2021至2022学年度，塞雷境内共有在校中等教育阶段学生1,826名。

### 医疗
截至2021年1月1日，塞雷境内共有全科医生15名、保健师39名、牙医6名、护士52名、耳科医生2名和助产士1名。境内共有药房3家、养老院1家。
佩皮尼昂中心医院是法国的一个区域性医疗机构，其主病区医院位于佩皮尼昂市区北侧，距离塞雷市区的正常车程大约36分钟，该院设有床位1,149个，是东比利牛斯省规模最大的公立综合性医院。

### 住房
2020年，塞雷境内共有各类住房5,344套，其中61.2%为独立式住宅，34.2%为集中式住宅。常住房屋占塞雷市镇范围内居民建筑总量的74.9%。
在住房保障政策方面，2022年，塞雷境内共有774户家庭获得了住房经济补助，受益人数占总人口数量的10.6%，其中751份为房租补助。

### 商业
2021年，塞雷境内共有各类实体商铺249家，其中餐厅36家、大型超市3家、杂货店3家、面包房5家、肉铺3家、书店2家、装饰品店1家、银行门店7家、美容美发店10家、汽车维修店20家。塞雷镇中心北侧建有一家家乐福便民超市，市区北部则建有开放式商业街区，有Intermarché、Mr. Bricolage、Gamm Vert等购物商场。

### 体育
2021年，塞雷境内共有1家游泳池、2间体育馆、1座综合体育场、3处网球场、2处足球或橄榄球场以及2处篮球或排球场。
塞雷体育会是塞雷的代表性体育团体，该俱乐部成立于1915年，其主队2023至2024赛季参加法国橄榄球甲组联赛，其主场为路易·丰德卡夫球场（Stade Louis Fondecave）。
截至2024年1月，塞雷足球俱乐部（Céret Football Club，编号530387）是塞雷境内唯一的一家注册足球俱乐部，该俱乐部成立于1963年，其主队2023至2024赛季参加东比利牛斯省足球联赛甲组（法国第九级别），其主场为丰卡尔德球场（Stade Fount Calde）。
塞雷是2021年环法自行车赛第15赛程日的起点。

### 环境
塞雷的环境事务由其所属的勒瓦莱斯皮尔市镇公共社区联合各级政府协调负责。2021年，塞雷境内暂无污染企业。

### 治安
2021年，塞雷市镇范围内共有1处宪兵队。
塞雷国家宪兵队（zone gendarmerie de Céret）的管辖范围共包括40个市镇。2020年，该宪兵队累计记录各类案件3,613起，其中盗窃类案件1,901起，经济类案件503起，毒品交易类案件145起。

## 文化
2021年，塞雷境内共有1家电影院和1家博物馆。塞雷境内建有吕多维克·马塞多媒体中心（Médiathèque Ludovic Massé），每周二至六向公众开放。

### 建筑
塞雷境内有多处历史建筑，其中圣伯多禄教堂、恶魔桥、九流泉等为法国国家文物保护单位，塞雷斗兽场（Arènes de Céret）则是当地的地标性建筑物。

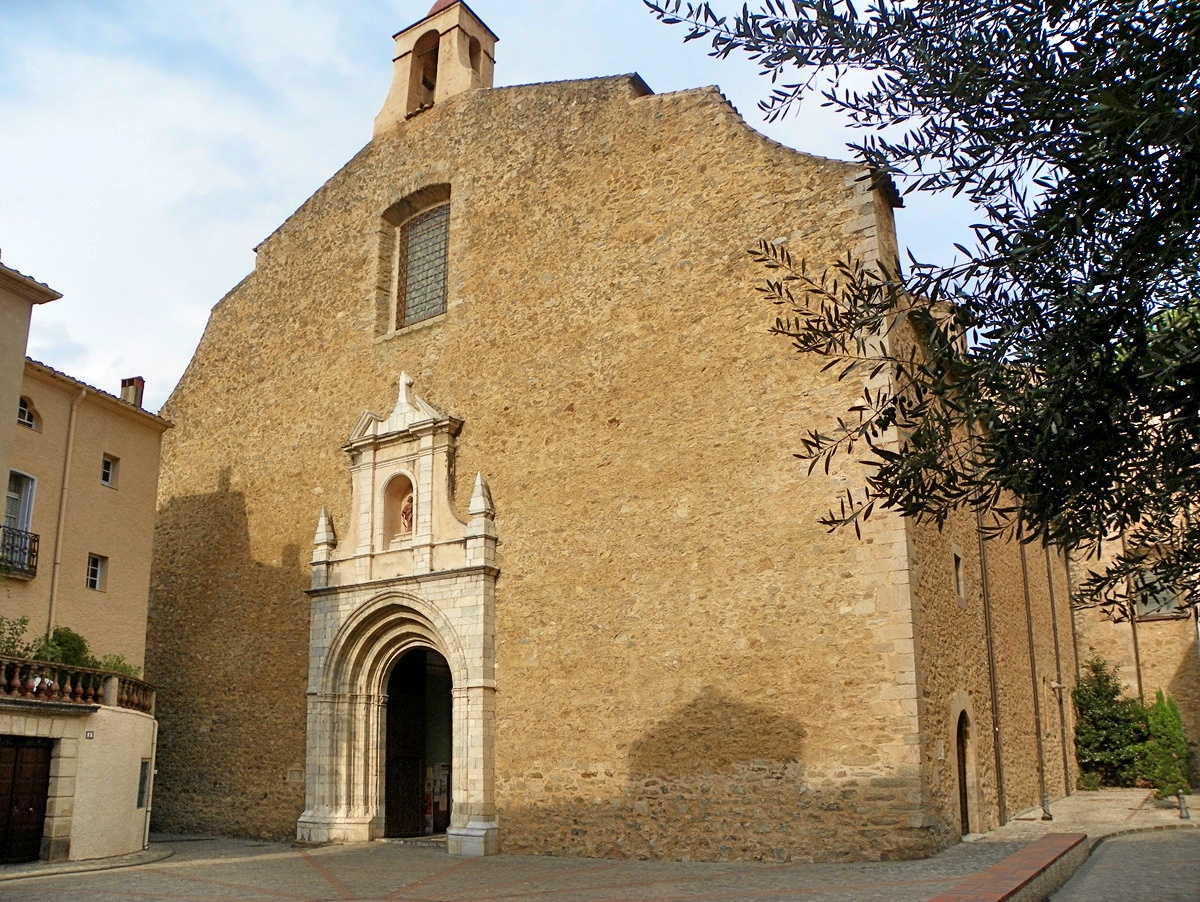
圣伯多禄教堂（法语：Église Saint-Pierre de Céret）
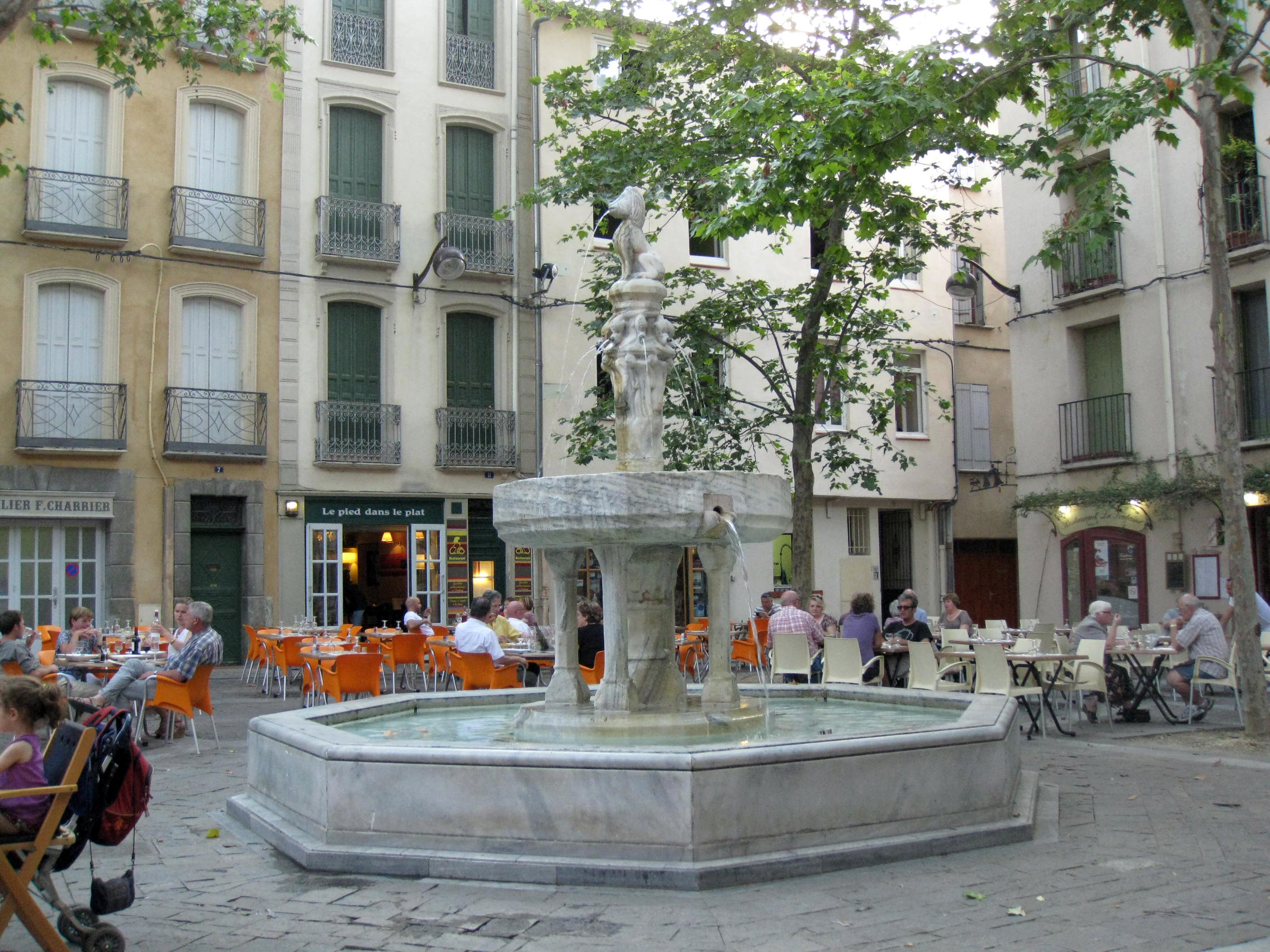
九流泉（法语：Fontaine des Neuf Jets）
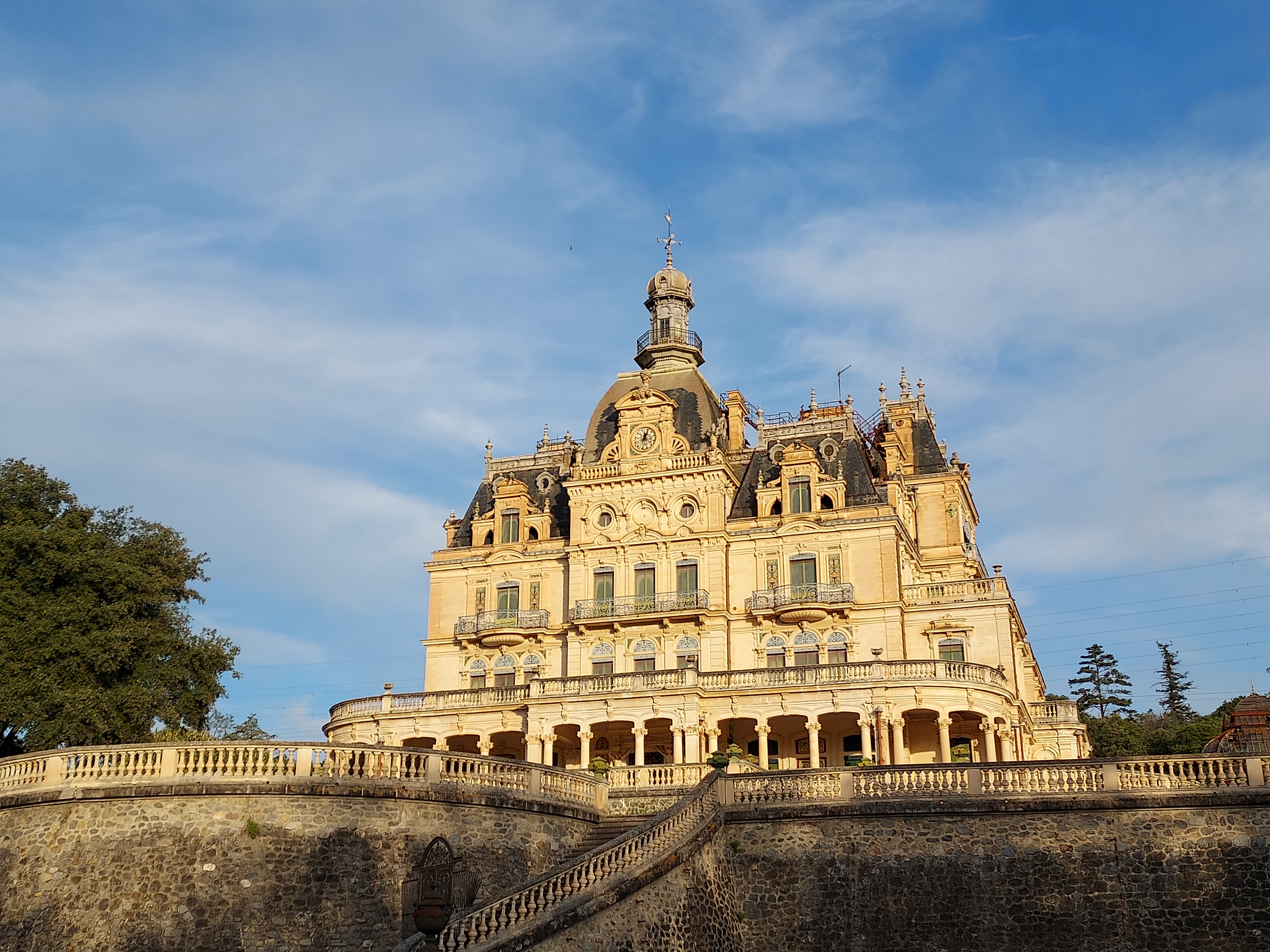
欧比里城堡（法语：Château d'Aubiry）
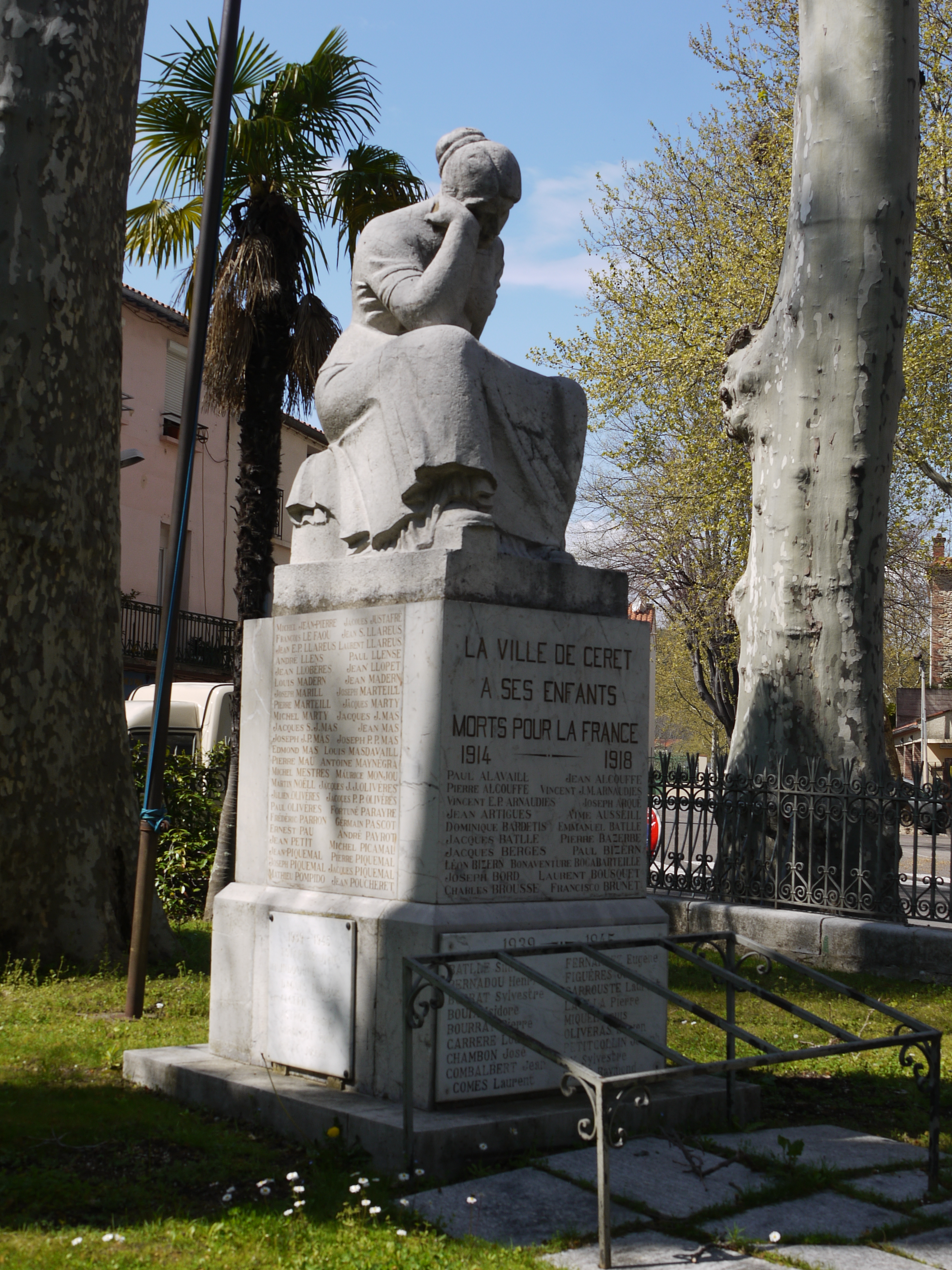
烈士纪念碑（法语：Monument aux morts de Céret）
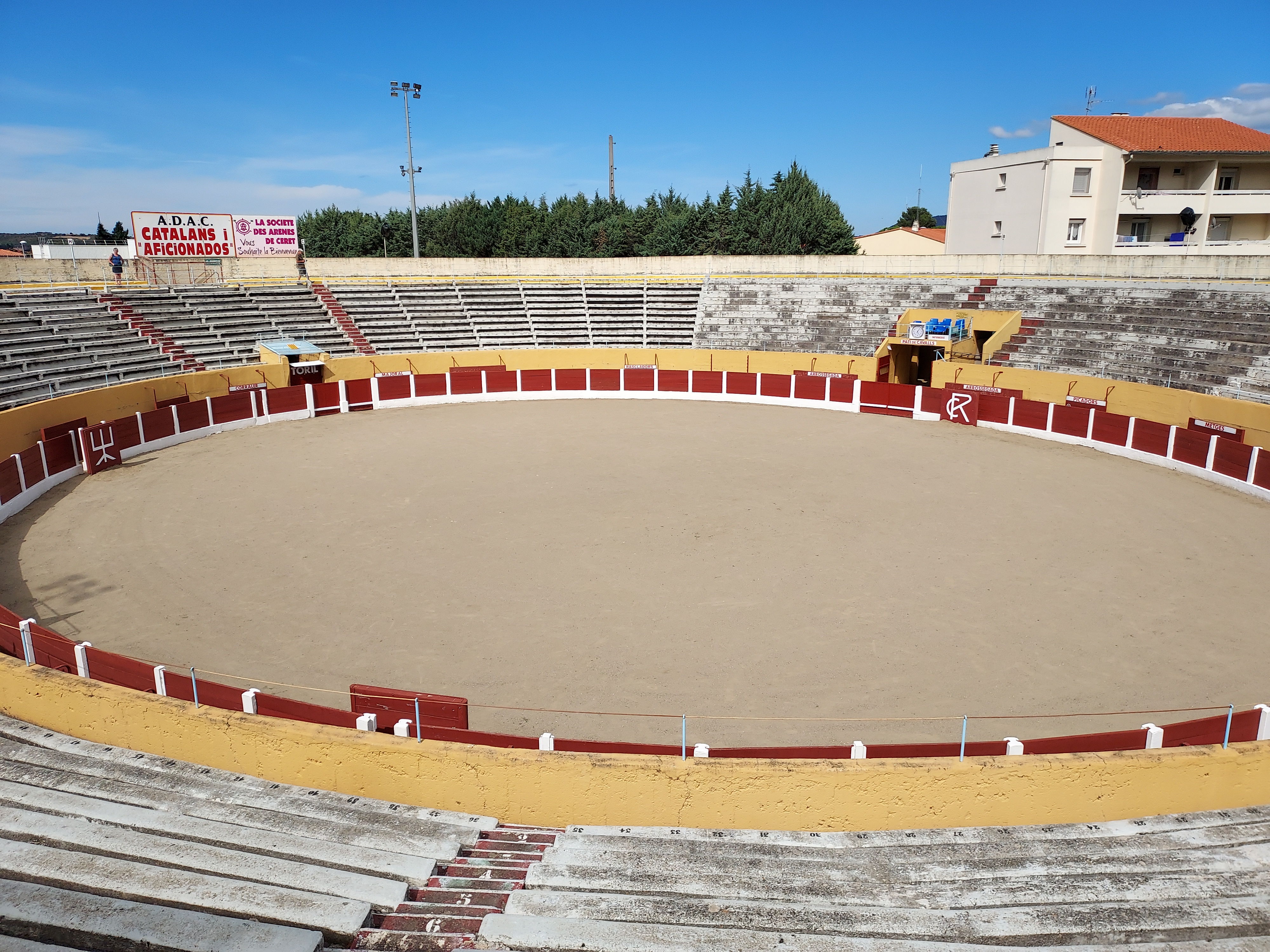
斗兽场
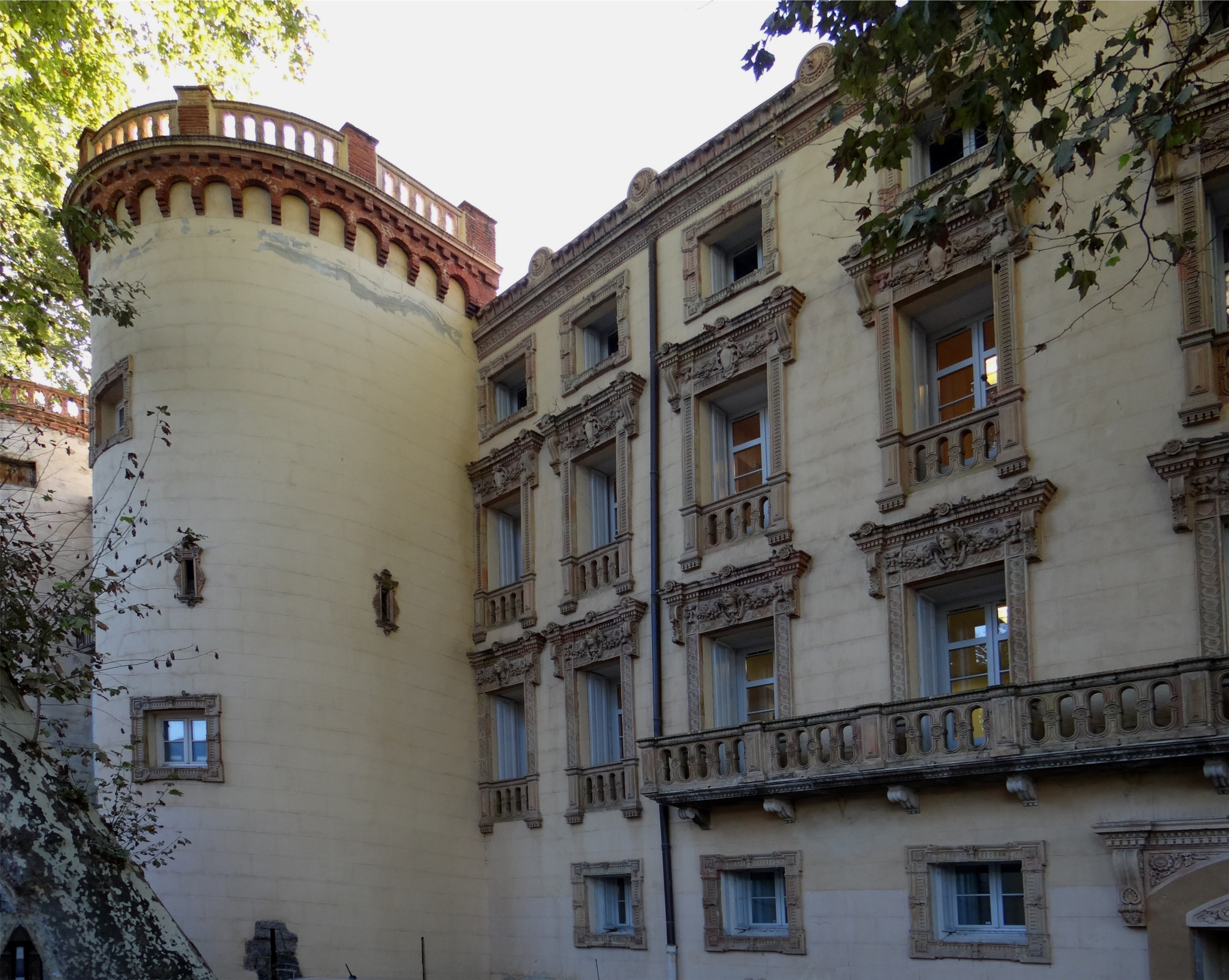
孔帕尼奥宫
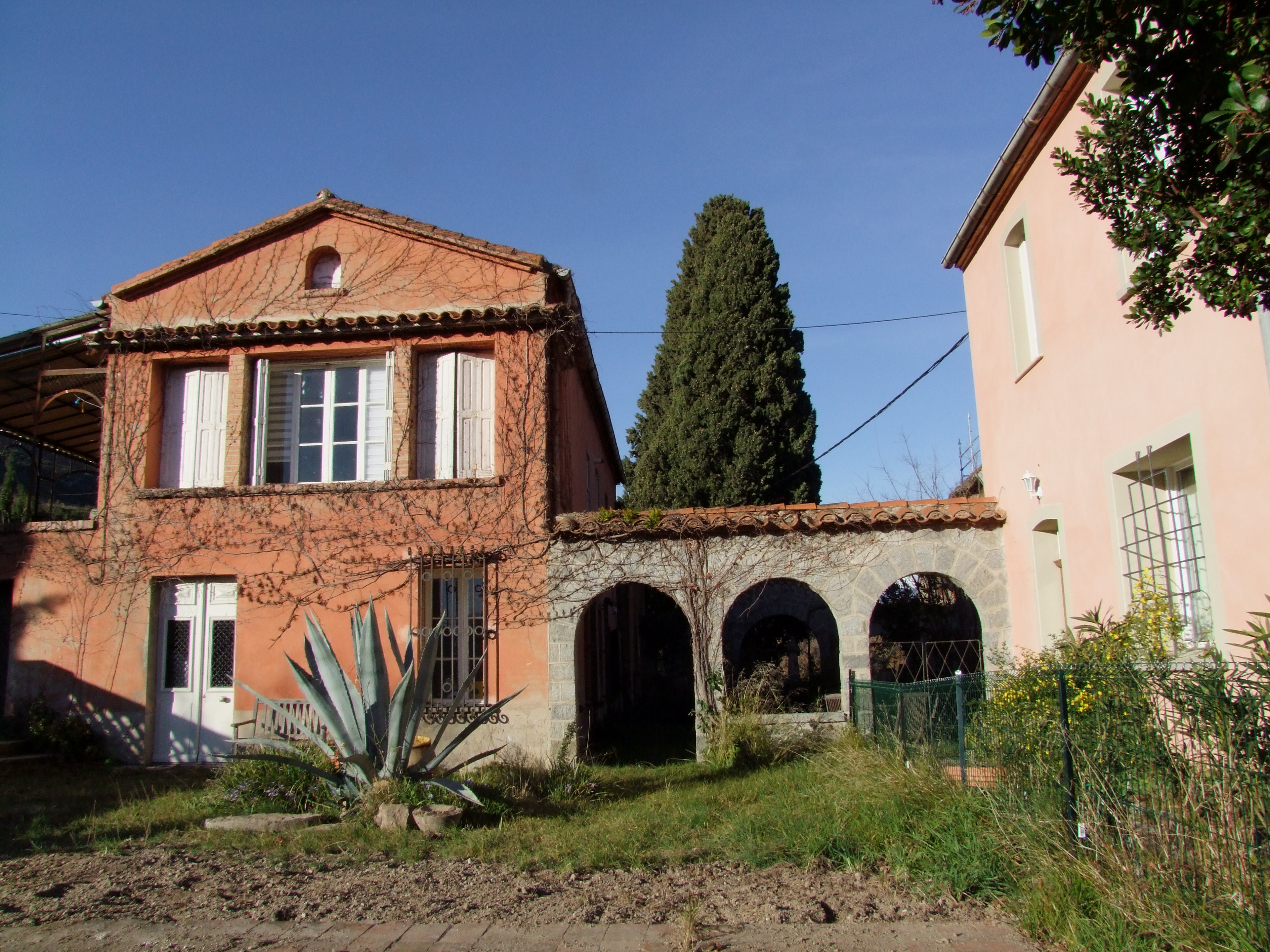
嘉布遣教会

### 旅游
塞雷的旅游事务由其所属的勒瓦莱斯皮尔市镇公共社区联合各级政府协调负责。2023年，塞雷境内共有3家酒店共计54间房间；另有4个露营地，可容纳共417辆露营车。

### 媒体
法国主要的媒体均可在塞雷接收，法国电视三台下属的奥克西塔尼大区频道在部分时段播出塞雷所在东比利牛斯省的地方新闻。蓝色法兰西鲁西永广播、滨海广播、《东比利牛斯独立报》、《自由南法》等是当地主要的地方性媒体。

## 相关人物
法国水文学家弗朗索瓦·若贝尔·德帕萨、橄榄球运动员吉耶姆·吉拉多和滑雪运动员马丁·富尔卡德出生于塞雷。

## 友好城市
截至2024年1月，塞雷共与四座城市建立了友好城市关系：
- 西班牙 阿尔蒙特
- 西班牙 巴尼奥拉斯
- 德国 呂肖
- 美国 Vienna